# Denis Papin

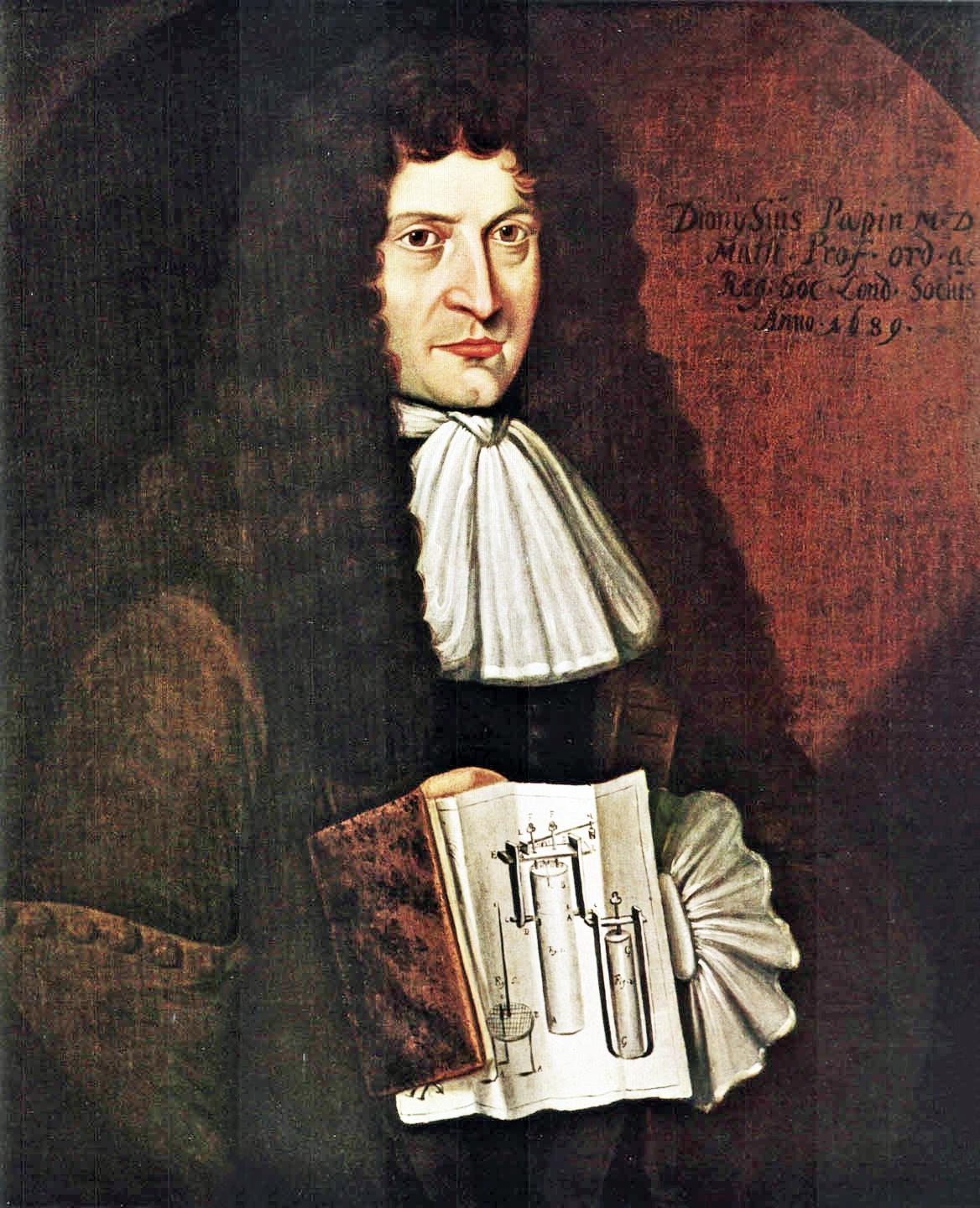
Denis Papin mit technischer Zeichnung im Jahr 1689. Die Bildinschrift lautet vollständig:
„DionySius Papin M D
Math. Prof. ord. ac
Reg. Soc. Lond. Socius
Anno 1689“

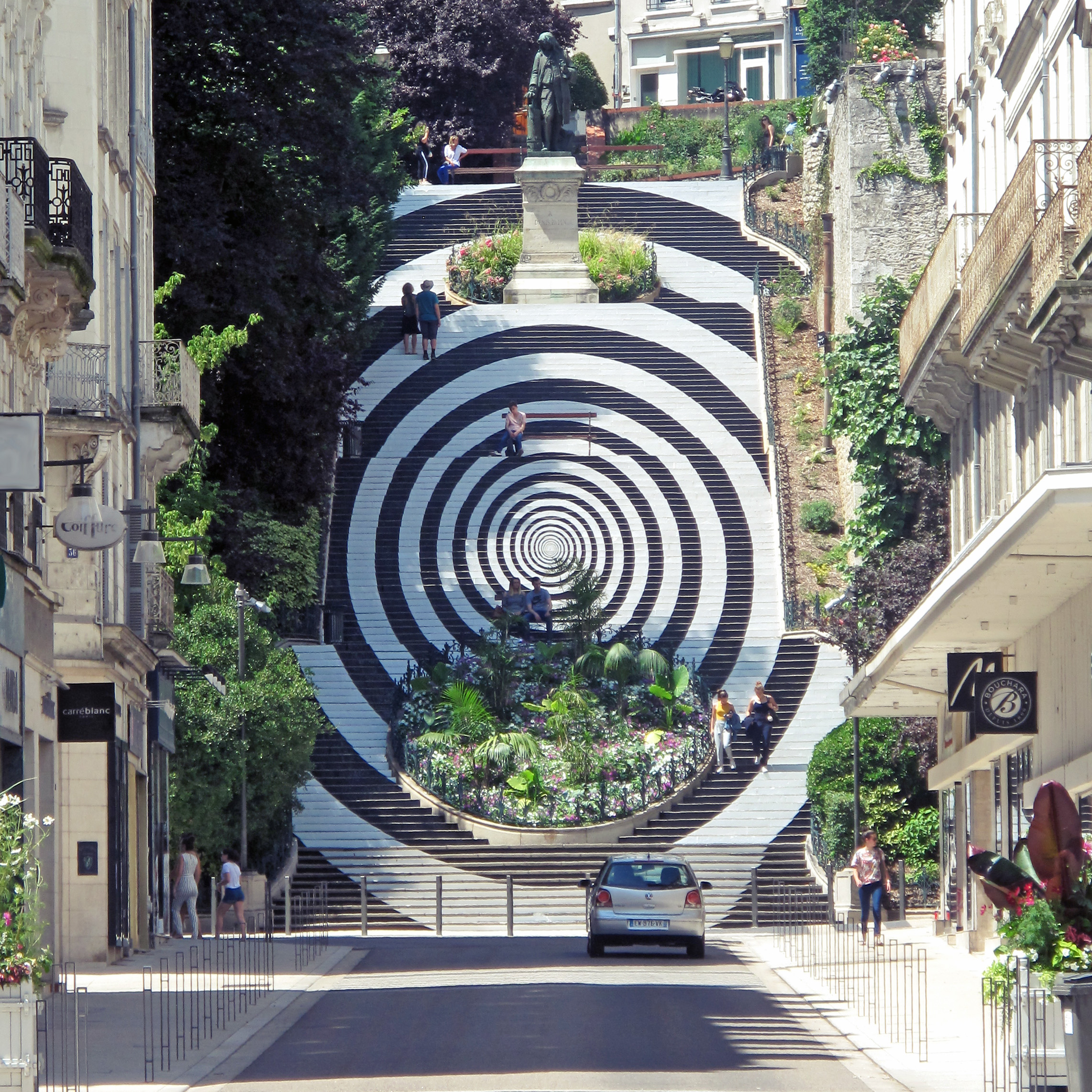
Denkmal für Denis Papin in seiner Heimatstadt Blois.

Denis Papin (* 22. August 1647 in Chitenay, Frankreich; † 26. August 1713 in London) war ein französischer Physiker, Mathematiker und Erfinder, der Bekanntheit für seine Pionierarbeiten zur Entwicklung der Dampfmaschine, des Schnellkochtopfes, der Kreiselpumpe und des U-Bootes erlangte. Papin, der calvinistischer Konfession war, verließ aufgrund der Protestantenverfolgungen 1675 Frankreich und war danach in England und Deutschland tätig, wo er seine meisten Patente als Professor an der Universität Marburg von 1687 bis 1707 entwickelte.

## Leben
Papin wurde in eine bürgerliche Familie in einem kleinen Ort in der Grafschaft Blois geboren.
Trotz seiner calvinistischen Konfession besuchte er die nahegelegene Jesuitenschule und studierte anschließend ab 1661 an der Universität Angers, an der er 1669 den Doktorgrad in Medizin erwarb. Während seines Studiums entwickelte er ein großes Interesse an physikalischen Problemen.
1671 wurde Papin Assistent von Christiaan Huygens in Paris. Dort arbeiteten beide an der Entwicklung einer Maschine, die sich die Kräfte von Feuer, Dampf und Vakuum zunutze machen sollte. In Paris lernte Papin auch den etwa gleichaltrigen Gottfried Wilhelm Leibniz kennen, mit dem er zeitlebens korrespondierte. Bereits vor den Versuchen Papins befasste sich Otto von Guericke 1663 mit Experimenten zur Pneumatik, konnte deren Ergebnisse jedoch erst 1672 veröffentlichen.

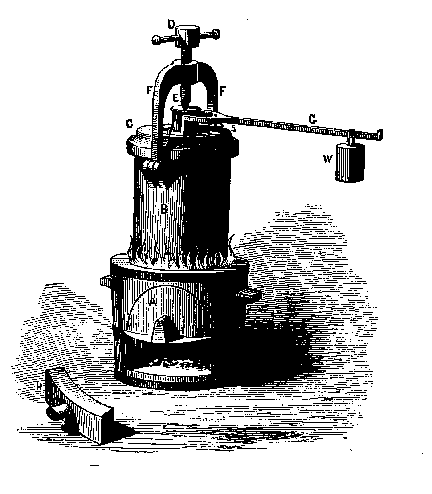
Modellzeichnung des Papinschen Topfes

Da sich die Hugenotten in Frankreich zunehmenden Repressalien ausgesetzt sahen, ging Papin 1675 nach London und wurde Mitarbeiter von Robert Boyle und 1679 Assistent von Robert Hooke. 1679 erfand er das Kochen unter erhöhtem Dampfdruck. Hierfür konstruierte er einen Dampfdruck-Kochtopf, den Papinschen Topf, der bei der ersten Vorführung vor der Royal Society zerbarst. Erst nachdem Papin auch das Sicherheitsventil erfunden hatte, funktionierte sein Kochtopf sicher und erhielt 1681 in Paris die Patentschrift.
1681 stieg Papin zum Leiter der Experimentalabteilung an der accademia publica di scienze in Venedig auf und wurde 1684 Mitarbeiter der Royal Society, deren Vorsitzender Robert Boyle war. Dem französischen Hugenotten Papin wurde die Rückkehr nach Frankreich verwehrt, nachdem Ludwig XIV. das Edikt von Nantes (Religionsfreiheit für Protestanten) aufgehoben hatte. In dieser Zeit arbeitete Papin in Venedig auch an Dampfkanonen.

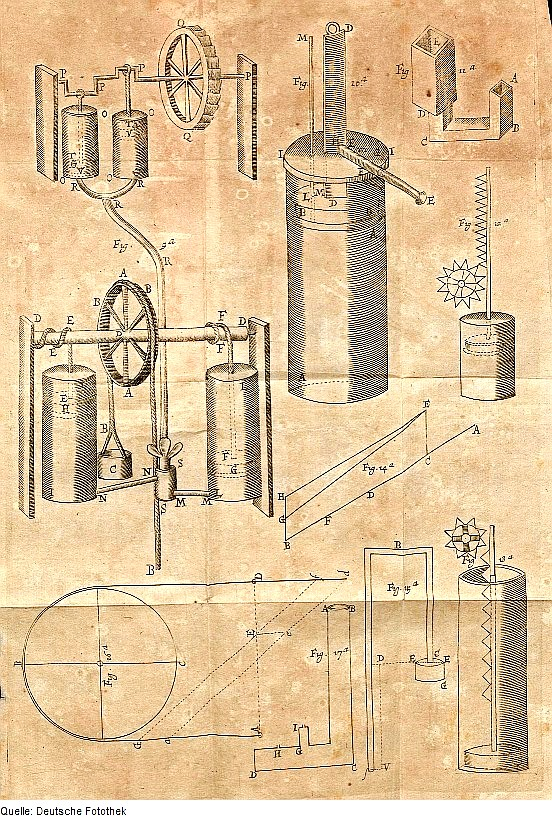
Rechte Bildseite: Papins erster Entwurf des Prinzips der atmosphärischen Kolbendampfmaschine aus dem Jahr 1690

Im Jahr 1687 nahm Papin einen Ruf an die Universität Marburg in der Landgrafschaft Hessen, einem der wenigen calvinistischen Territorien auf deutschem Boden, auf einen Lehrstuhl für Mathematik an.
1690 berichtete er von einer Dampfmaschine, die er gebaut hatte. Es handelte sich im Wesentlichen um einen Zylinder, in dem sich ein wenig Wasser und ein Kolben befanden. Wenn der Zylinder von außen abwechselnd erwärmt und abgekühlt wurde, bewegte sich der Kolben und lieferte nutzbare mechanische Arbeit. Es war die erste funktionierende Wärmekraftmaschine.
1691 heiratete Papin.
In der französischen Gemeinde der Hugenotten in Marburg war Papin einer der Kirchenältesten. Über die Sitzordnung in der Gemeinde geriet er 1691 in einen heftigen Streit mit dem Prediger Thomas Gautier, der auch an der Universität lehrte. Als er Gautier zusätzlich Veruntreuung von Armengeldern vorwarf, wurde Papin seines Ältestenamtes enthoben und vom Abendmahl ausgeschlossen.
Papin entwickelte 1692 ein Unterwasserfahrzeug und führte die erste Fahrt darin selbst im Fluss Fulda durch. 1695 beschrieb er erstmals eine Dampfdruckpumpe. 1696 erhielt er eine Anstellung beim Landgrafen von Hessen-Kassel und arbeitete an den technischen Voraussetzungen für die Wasserkünste im Bergpark Wilhelmshöhe in Kassel. Während dieser Zeit erhielt Thomas Savery in England das erste Patent für eine Dampfdruckpumpe, die sich aber nicht durchsetzte. Papin war außerdem in die anfängliche Planung des Landgraf-Carl-Kanals involviert, der die Weser mit der Lahn verbinden sollte.

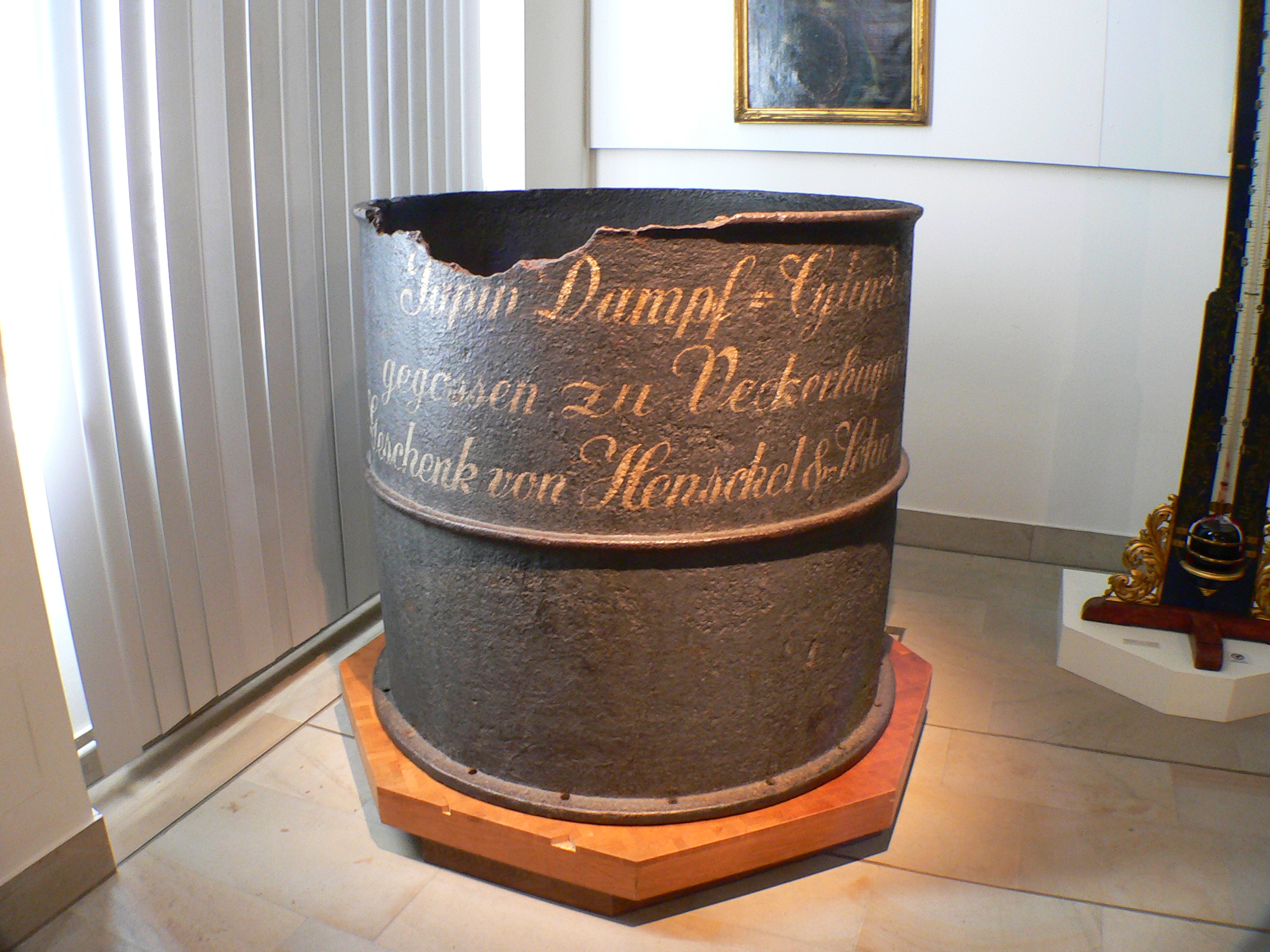
Papin zugeschriebener Dampfzylinder, Original im Astronomisch-Physikalischen Kabinett in Kassel
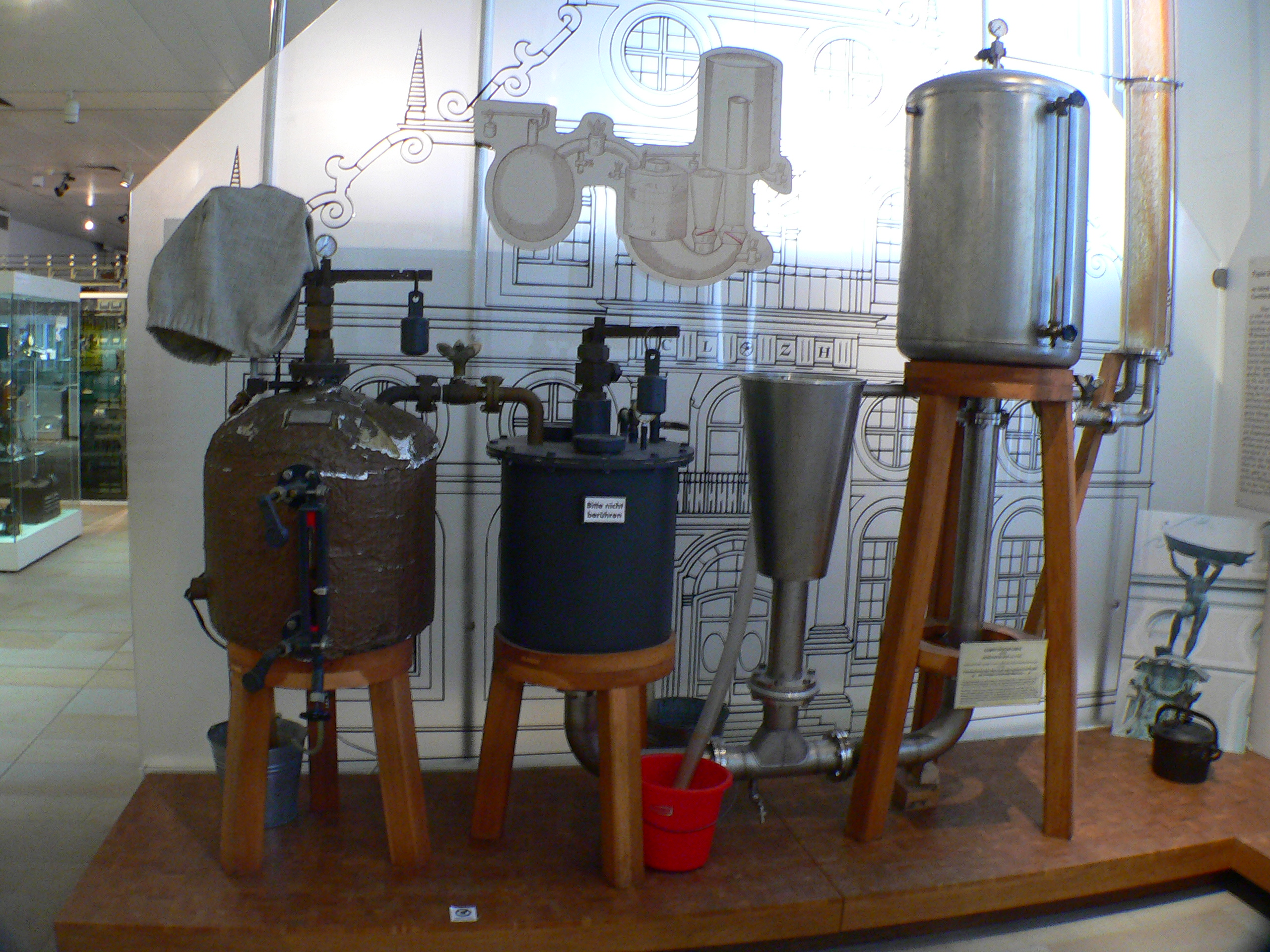
Papin’sche Dampfdruckpumpe, Nachbau im Astronomisch-Physikalischen Kabinett Kassel
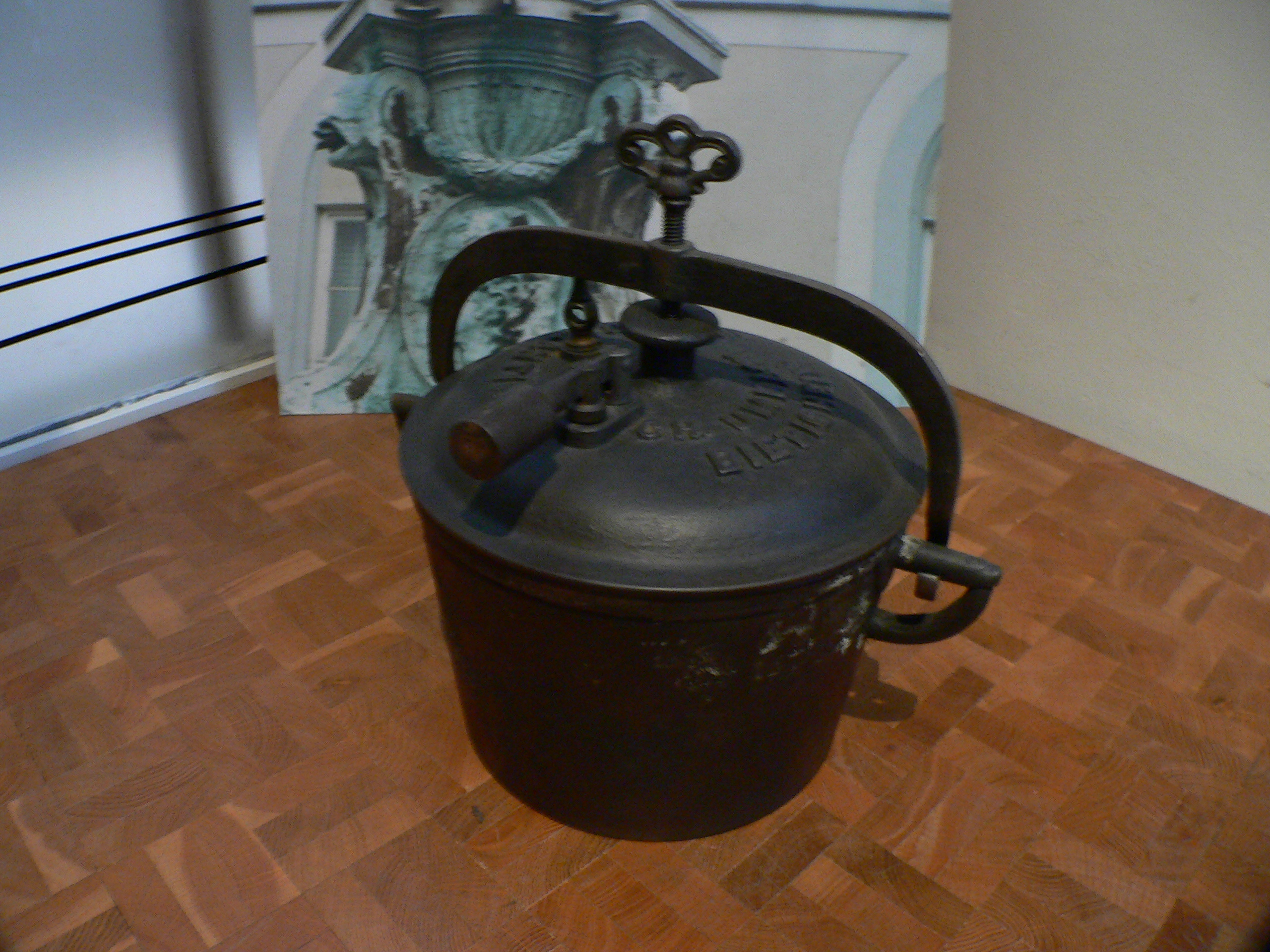
Papin’scher Dampfdrucktopf für den Hausgebrauch mit Überdruckventil
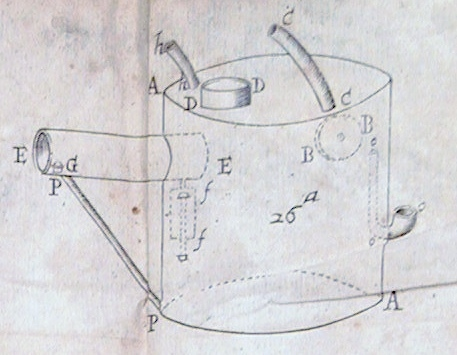
Entwurfszeichnungen zu einem Unterseeboot (1695)

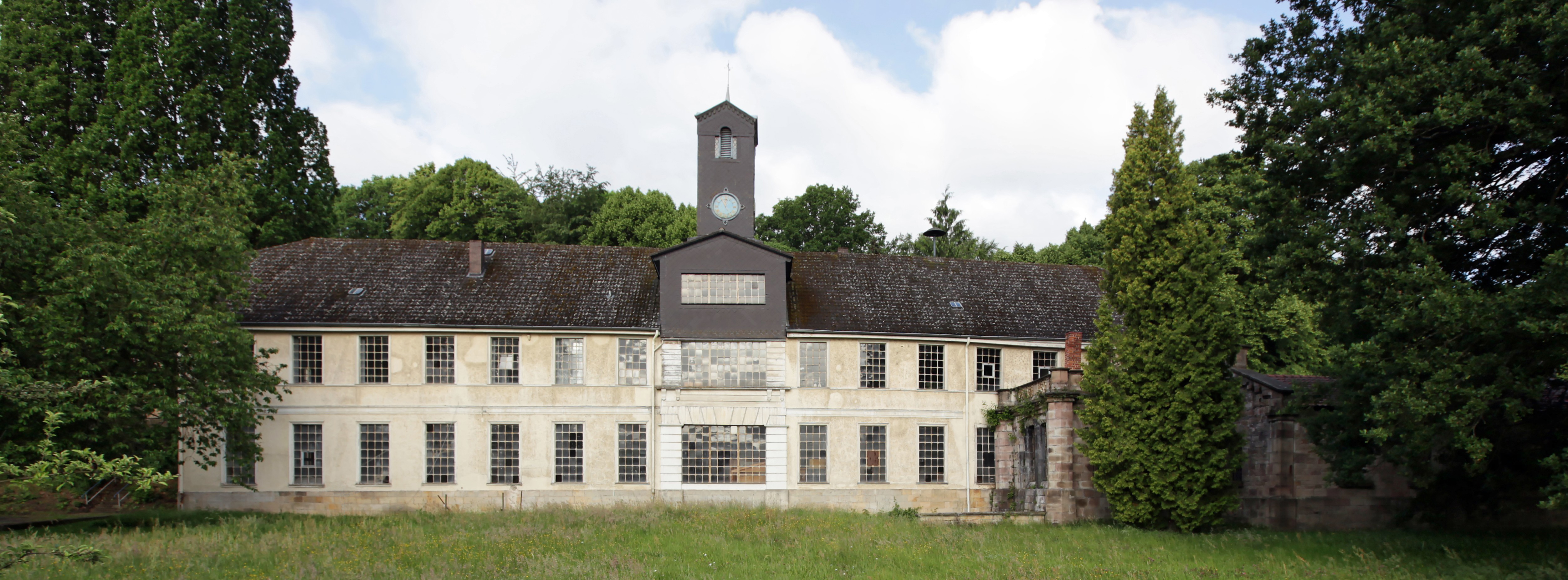
Eisenhütte in Veckerhagen

Papin blieb zunächst in Kassel und baute um 1706 in der hessischen Eisenhütte Veckerhagen den ersten Dampfzylinder. Hieraus entwickelte er eine Dampfdruckpumpe, die im Park Wilhelmshöhe das Wasser für die Wasserspiele fördern sollte. Die Pumpe funktionierte nur kurz, da die Verbindungen und Dichtungen im Inneren nicht hielten und die Ventile leckten. Außerdem hielten die aus Blei gefertigten Rohrleitungen dem Druck nicht stand.
Um mit seiner Frau und Kindern nach London zurückkehren zu können, baute Papin 1707 ein durch seinen Dampfzylinder und Muskelkraft angetriebenes Schaufelradboot und wollte es auf Fulda und Weser von Kassel nach Bremen überführen. Das Schaufelradboot wurde aber im Streit um Passierrechte von der Mündener Schiffergilde am 24. September 1707 aufgehalten und schließlich am 27. September zerstört. Er kam ohne seine Erfindung noch im selben Jahr wieder nach London, wo er aber nicht mehr Fuß fassen konnte.

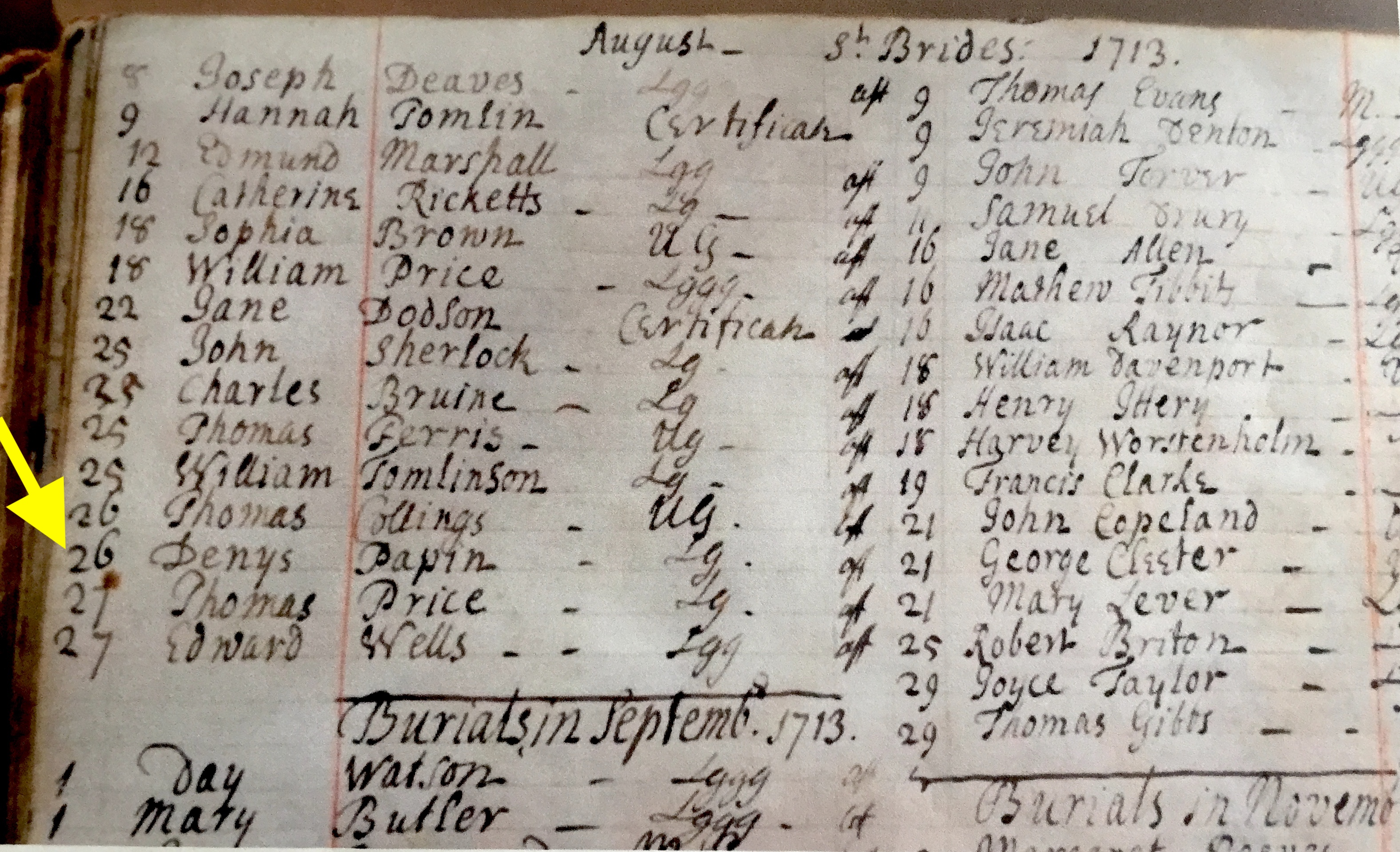
Eintrag im Sterberegister von St. Bride’s Church, London, 1713

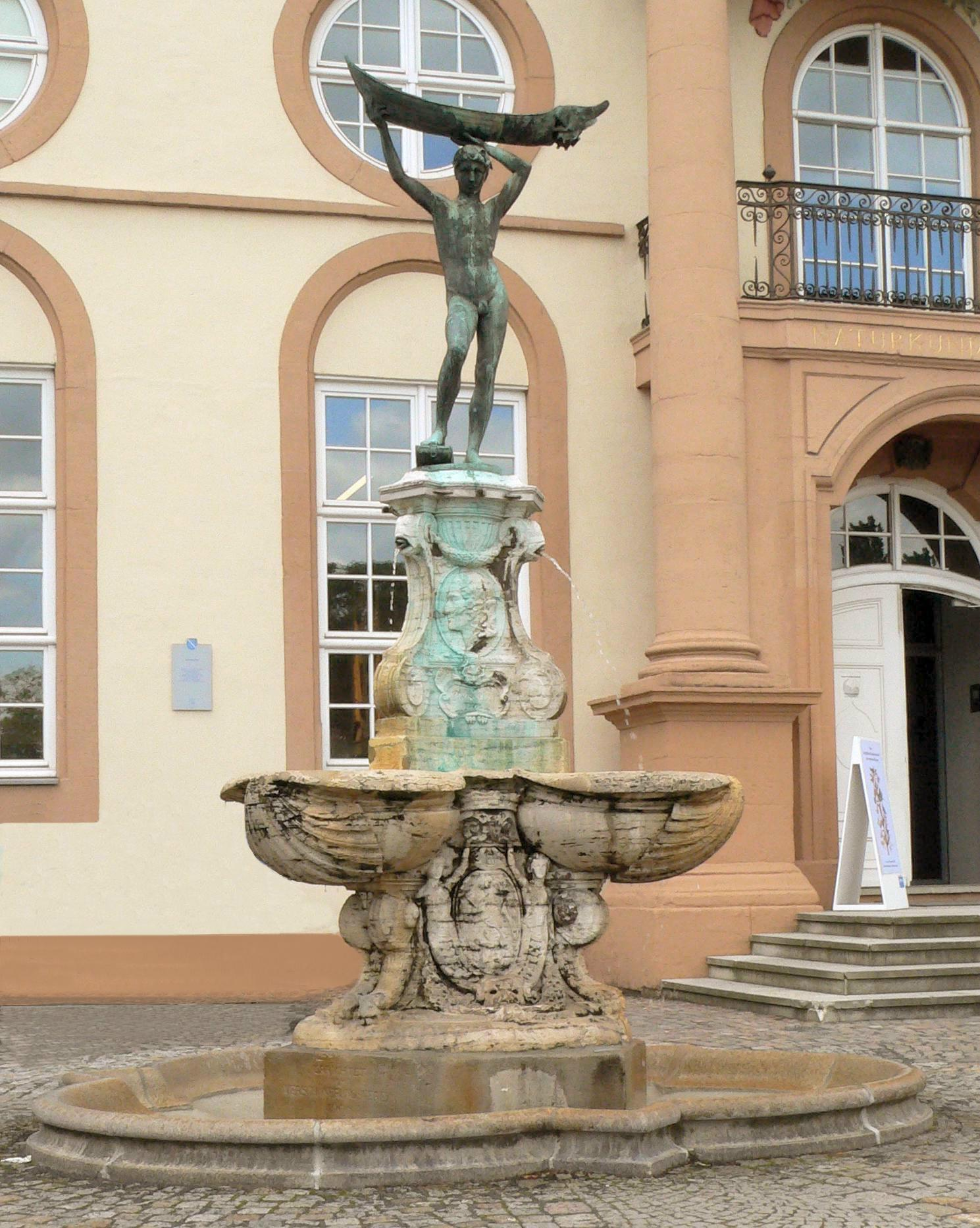
Papin-Denkmal von 1906 vor dem Kasseler Ottoneum

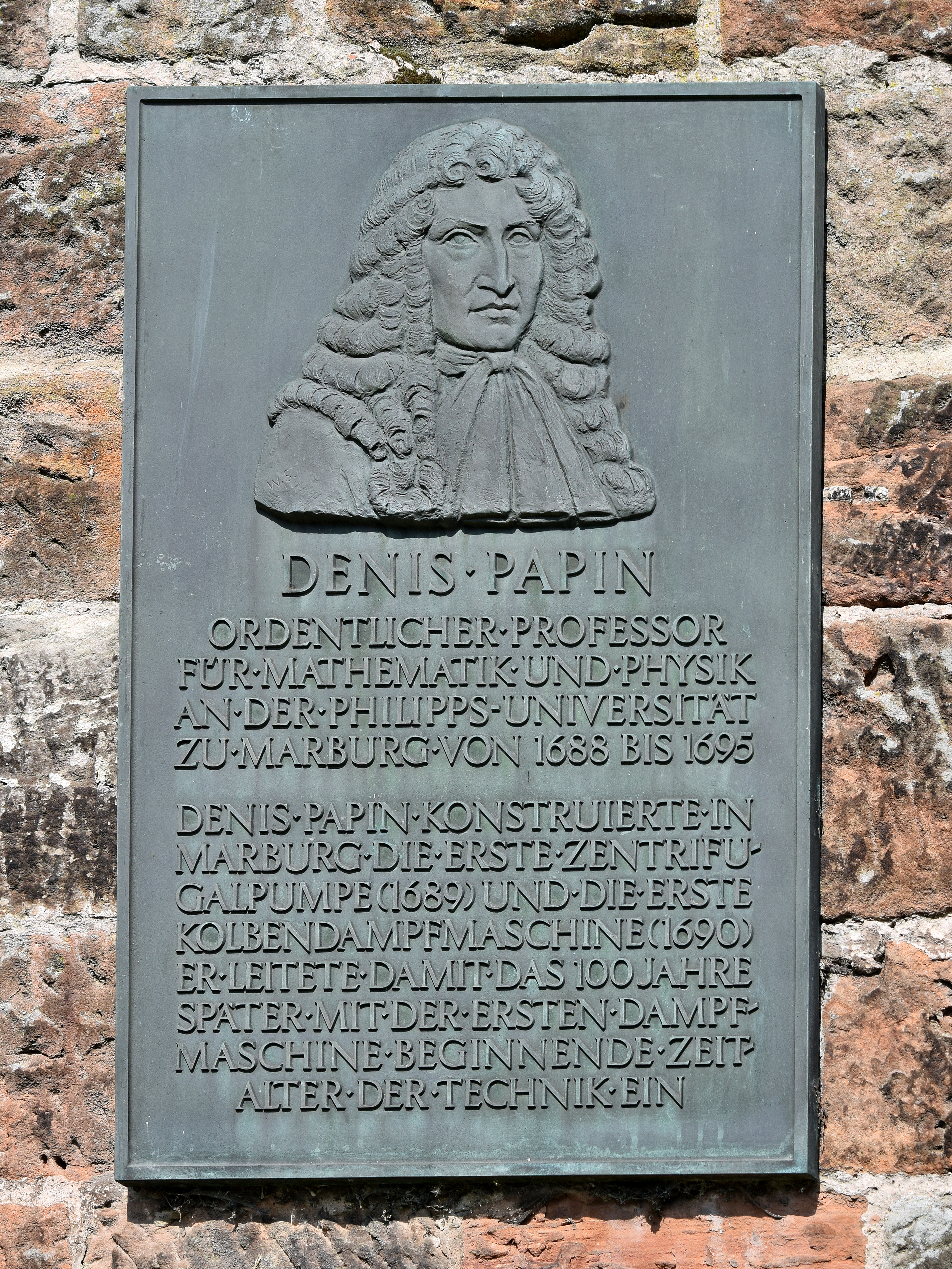
Gedenktafel in Marburg

Das letzte Lebenszeichen Papins ist ein Auszahlungsvermerk der Royal Society vom 5. April 1712; er starb im folgenden Jahr und wurde am 26. August 1713 beerdigt, verzeichnet im Sterberegister 1713 der St. Bride’s Church in London. Nach der Entdeckung im Jahr 2016 des Ortes und Datums von Papins Beerdigung im Jahr 1713 wurde am Westeingang der St. Bride’s Church in der Fleet Street in London eine Gedenktafel angebracht, die an sein Leben und seine Leistungen erinnert.
In einem Brief vom 24. Oktober 1715 berichtete der deutsche Mathematiker Lothar Zumbach von Koesfeld an Leibniz, Papin sei in England in großer Armut gestorben, wobei sich Zumbach auf einen englischen Gewährsmann berief.
1712, ein Jahr vor dem Tod Denis Papins, baute Thomas Newcomen eine atmosphärische Kolbendampfmaschine, die sich als erste Wärmekraftmaschine am Markt durchsetzen konnte. Sie wurde von den 1769 patentierten Dampfmaschinen James Watts abgelöst.

## Schriften
- La manière d'amolir les os & de faire cuire toutes sortes de viandes en fort peu de temps & à peu de frais, avec une déscription de la machine dont il se fait servir pour cet effet, ses propretez & ses usages confirmez par plusieurs experiences, nouvellement inventée par M. Papin. Estienne Michallet, Paris 1681 (Digitalisat).[6]
- De novo pulveris pyrii usu. In: Acta eruditorum (1688), S. 497–501 (mit Abb.; archive.org)
- Examen siphonis Wurtemburgici in vertice effluentis[7] und Nova methodus ad vires motrices validissimas levi pretio comparandas. In: Acta eruditorum (1690), S. 223–228 und S. 410–414 (mit Abb.; archive.org)
- Recueil de diverses Pieces touchant quelques nouvelles Machines. Cassell 1695. (Online-Ausgabe bei der Sächsischen Landesbibliothek – Staats- und Universitätsbibliothek Dresden)